# Собор Святої Софії (Монреаль)
Собор Святої Софії (Українська Православна Катедра Святої Софії) (англ. Saint Sophie Ukrainian Orthodox Cathedral) — українська православна катедра в Монреалі, Квебек, Канада.
Церква розташована у районі Розмон (фр. Rosemont), на перехресті бульвару Сен-Мішель (фр. Saint-Michel) та вулиці Бельшас (фр. Bellechasse).
Окрім релігійних функцій собор Св. Софії виконує ще й функції українського культурного центру. При соборі діє дитяча недільна школа; у парафії є і відпочинковий табір для молоді.
Храм спроєктував архітектор Володимир Січинський, побудований з 1960 по 1962 рік. Фронтовий фасад зроблений з каменя, хоча його зовнішні стіни виконані з цегли. Дах катедри виконаний з міді.
Парафіяльний священик — преподобний отець Володимир Кушнір.

## Історія

### Передумови
Парафія Святої Софії («Софі» означає «мудрість Божу») була сформована в 1925 році, коли 15 людей приєдналися до утворення Українського Православного Братства. Вони поклонялися Сирійській православній церкві. Ще до побудови власного нового храму громада правильно збиралася була на молитву у православній церкві сирійського обряду, у Церкві св. о. Миколая на вулиці Notre-Dame, 54.
Знаменна подія, що відбулася 14-го червня 1925 року в Сирійській Православній Церкві та надихнула громаду, яка щойно стала на ноги, розпочати будівництво нового храму — це перша літургія українською мовою, котру вісдлужив о. Семен Савчук, голова Консисторії Української православної церкви в Канаді. За старанням Братства та рішенням Консисторії до Монреалю призначено священика Володимира Слюзаря з добродійкою Леонією — і 20-го серпня 1926 року було відправлено у ньому першу Літургію.
Перш ніж розпочався процес побудови нового храму в 1929 році, було придбано в Баптистів церкву, стару невикінчену церковну будівлю по вулиці de Lorimier. Він був освячений у 1929 році. О. Володимир Слузар відсвяткував першу Божественну Літургію новоствореної парафії. У 1931 році уряд Квебеку надав статут приходу святої Софії. О. Слузар керував парафією 48 років.

### Побудова
Після збільшення кількості учасників стало очевидним, що потрібна більша будівля. У 1954 році великий парк на розі Беленьчасе і Блуд. Св. Мішеля було куплено, через те, що багато українців оселилися в районі Роземонт. На цьому кутку в традиційному візантійському стилі побудована церква, спроєктована архітектором В. Січинським. Як його модель він використовував собор Святого Володимира у Києві. Пізніше резиденція для парафіяльного священика і один будинок для сторожів також були побудовані на цій території. Будівлі були завершені в 1962 році, і церква була освячена митрополитом Іларіоном та архієпископом Михайлом і стала «собором». У 1988 році Святий Софій був наданий статус «катедри».
1988 року Макаренко-студія Нью-Йорка прикрашала святилище іконами. Площа церкви була перекрашена в 2007 році. Необхідні реконструкції тривають.
Софійський собор є членом Східної єпархії (дивізії) Української православної церкви Канади, штаб-квартира якої розташована у Вінніпезі.